# Manuel Bento Rodrigues da Silva
Manuel Bento Rodrigues da Silva, portugalski rimskokatoliški duhovnik, škof in kardinal, * 25. december 1800, Vila Nova de Gaia, † 26. september 1869.

## Življenjepis
11. marca 1826 je prejel duhovniško posvečenje.
24. novembra 1845 je bil imenovan za pomožnega škofa Lizbone z osebnim nazivom nadškofa in naslovnega nadškofa Mitilen. 22. februarja 1846 je prejel škofovsko posvečenje.
15. marca 1852 je bil imenovan za nadškofa (osebni naziv) Coimbre in 18. marca 1858 za patriarha Lizbone.
25. junija 1858 je bil povzdignjen v kardinala.